# Турянин Іван Іванович
Туря́нин Іва́н Іва́нович (7 листопада 1926, Свалява, Закарпаття — 15 вересня 2011, Ужгород) — доктор біологічних наук, професор, у минулому один із провідних викладачів кафедри зоології, що понад 40 років життя віддав роботі в Ужгородському університеті.

## Біографія
Народився Іван Іванович Турянин 7 листопада 1926 року в місті Свалява. 1945 року закінчив Мукачівську гімназію, в 1951 році — біологічний факультет Ужгородського університету. Починає працювати асистентом, згодом — старшим викладачем і доцентом. З 1960 року кандидат, а з 1972 р. — доктор біологічних наук. В 1975 році він обирається на посаду професора кафедри зоології УжДУ, а у 1981—1986 роках стає завідувачем кафедри. Понад 40 років І. І. Турянин віддав педагогічній роботі на рідному факультеті. Його лекції з зоології, екології, біоценології, охорони природи, зоогеографії, порівняльної анатомії, теріології, орнітології, звірівництва та біологічних основ тваринництва прослухали тисячі студентів.
І. І. Турянин брав активну участь у громадському житті факультету, виконував чимале педнавантаження та ефективно проводив наукові дослідження.
І. І. Турянин — учень відомого українського зоолога Іллі Колюшева. Перші результати наукових досліджень були опубліковані в студентських наукових збірниках (1947 — 1948). Подальший їх перелік становить понад 200 наукових публікацій у вітчизняних та зарубіжних виданнях. Він — автор книг «Промислові звірі Карпат» і «Риби карпатських водойм». Наукові дослідження І. І. Турянина присвячені, переважно, вивченню тваринного світу (екології, охороні і раціональному освоєнню риб, птахів, звірів) в умовах надзвичайно інтенсивних антропізаційних процесів у Закарпатській області, а також тепло — і холодноводному рибництву, збереженню генофонду аборигенних сільськогосподарських тварин Закарпаття (гірсько-карпатські вівці, гуцульські коні, бура карпатська велика рогата худоба, буйволи).
Як член Закарпатської обласної ради УТМР І. І. Турянин у 1952 р. організував і очолив акцію охорони мисливських тварин. Як одного з організаторів Ужгородського відділення Московського товариства дослідників природи (МОИП, 1958), яким було видано шість збірників (1962 — 1998), у 1980 р. він був нагороджений медаллю з нагоди 175-річчя МОИП. І. І. Турянин — один з фундаторів обласного відділення українського товариства охорони природи (УТОП, 1960). В 1968 р. він обґрунтував і сприяв організації наукової роботи лабораторії мисливства і форелівництва Карпат. І. І. Турянин проводив роз'яснювальну роботу в обласних і республіканських ЗМІ про важливість охорони природи Закарпатської області. Відзначений 45 почесними грамотами, нагороджений медаллю «За доблестный труд», ветеран праці. В 1972—1989 рр. — член республіканської ради з координації біологічних досліджень України. В 1994—2000 роках — науковий редактор часопису «Карпатський край». Протягом 1937—1960 рр. зібрав і опублікував народні назви тварин Закарпаття, повір'я, легенди, народні прислів'я про природу, її охорону, зібрані з 1937 по 1999 рік.

## Творчий доробок
- Турянин І. І. Риби Карпатських водойм. — Ужгород: Карпати, 1982. — 144 с.
- Турянін І. І. Хутрово-промислові звірі та мисливські птахи Карпат.-Ужгород: Карпати.1975.- 175 с.
- Турянин И. И. Млекопитающие советских Карпат, их хозяйственное и зопаразитологическое значение: Автореф. дисс…. д-ра биол. наук: 03.097/ Ин-т зоологии. — К., 1972. — 39 с.
- Турянин, И. И. Грызуны Закарпатской области УССР [Текст]: автореф. дис…канд. биол. наук / И. И. Турянин; рук. работы И. И. Колюшев ; Мин-во высшего образования УССР, Львовский Гос. ун-т им. Ив. Франко. — Ужгород, 1959. — 19 с.
- Турянин И. И. Кошачьи Украинских Карпат // Вопросы охраны и рационального использования растительного и животного мира Украинских Карпат. — Ужгород, 1988. —. 126—131. — (Сборник).
- Турянин И. И. Об экологии подземной полевки Microtus (Pitymys) subterraneus subterraneus de Selys Longch в Украинских Карпатах // Вопросы охраны природы Карпат. — Ужгород: Карпаты, 1969. — С. 222—237.
- Турянин И. И. Современное состояние и охрана карпатской популяции среднеевропейского лесного кота.//Экол. основы охраны и рац. использования хищных м-щих.-М.:Наука,1979.- С.255-256.

Крім того, Турянин Іван Іванович — автор ряду монографій науково-популярного характеру.